# Okrągłe (powiat ostródzki)
Okrągłe – wieś w Polsce położona w województwie warmińsko-mazurskim, w powiecie ostródzkim, w gminie Dąbrówno.
W latach 1975–1998 miejscowość należała administracyjnie do województwa olsztyńskiego.